# UFC Fight Night: Poirier vs. Johnson
UFC Fight Night: Poirier vs. Johnson (también conocido como UFC Fight Night 94) fue un evento de artes marciales mixtas celebrado por Ultimate Fighting Championship el 17 de septiembre de 2016 en el State Farm Arena, en Hidalgo, Texas, USA.

## Historia
El evento estelar contó con el combate entre los pesos ligeros Dustin Poirier y Michael Johnson.
El evento coestelar contó con el combate entre Derek Brunson y Uriah Hall.